# El club de los emperadores
El club de los emperadores (The Emperor's Club en su título original en inglés) es una película dramática estadounidense de 2002 dirigida por Michael Hoffman y protagonizada por Kevin Kline. Basada en el cuento de 1994 de Ethan Canin «The Palace Thief» («El ladrón de palacio»), el filme sigue a un maestro de una prestigiosa escuela secundaria privada, el Colegio Saint Benedict, cerca de Washington D. C.

## Argumento
William Hundert trabaja en un internado para niños llamado Saint Benedict en la década de 1970, donde es un apasionado profesor de literatura e historia clásicas que intenta imbuir sabiduría y honor a sus alumnos; comienza el año escolar haciendo que el nuevo estudiante Martin Blythe lea una placa que cuelga sobre su puerta que contiene una declaración hecha por un antiguo gobernante mesopotámico, Shutruk Nahunte. La placa canta las alabanzas del señor de la tierra de Elam, pero Hundert explica que no aportó nada de valor a su reino y, como resultado, hoy está prácticamente olvidado.
La vida disciplinada y el salón de clases de Hundert se ven sacudidos cuando un nuevo estudiante, Sedgewick Bell, se inscribe tarde en la clase. Sedgewick no posee ninguno de los principios de Hundert y es hijo de un senador estadounidense. Con frecuencia interrumpe la clase y desatiende sus tareas. Hundert se reúne con el padre de Sedgewick para hablar sobre su comportamiento, solo para descubrir que el senador carece totalmente de interés en Sedgewick, más allá de saber que está aprobando sus clases.
Hundert decide ayudar a Sedgewick, tras lo cual sus calificaciones mejoran. Se acerca el tradicional concurso «señor Julio César» de fin de año, en el que los tres mejores estudiantes se disputan una corona de laurel demostrando sus conocimientos en el mundo clásico. Sedgewick, con pocas opciones de obtener un lugar, termina en la cuarta posición. Hundert no quiere que sus esfuerzos sean en vano, por lo que sube su calificación para que entre; más tarde, Hundert observa a Martin, el concursante legítimo del tercer lugar, Martin Blythe, abatido y retirado debajo de un árbol. Durante la competencia, Hundert descubre a Sedgewick usando chuletas, pero el director le ordena que lo ignore. Hundert luego le hace deliberadamente a Sedgewick una pregunta sobre Amílcar Barca, al que solo estudió por puro interés Deepak Mehta, que se corona como "señor Julio César". El engaño nunca se publica, pero la confianza que Sedgewick y Hundert tenían el uno en el otro se rompe. Sedgewick vuelve a sus viejas costumbres y apenas se gradúa, con Hundert expresando una profunda decepción por haberle fallado a Sedgewick.
Veinticinco años después, Hundert está a punto de convertirse en el nuevo director, pero renuncia sorprendido cuando un maestro con menos experiencia pero más ambición obtiene el puesto debido a su capacidad para recaudar fondos. Más tarde se le dice a Hundert que Sedgewick hará una gran donación a Saint Benedict, con la condición de que se repita el concurso en el hotel resort de Sedgewick en Gold Coast, Long Island . Los nuevos miembros de la clase que se gradúa de Sedgewick también están invitados y todos disfrutan de la reunión. Los tres concursantes originales comienzan la competencia, pero a medida que avanza, Hundert se da cuenta de que un asistente le está dando respuestas a Sedgewick a través de un auricular. Hundert hace una pregunta sobre Shutruk Nahunte, que todos los estudiantes encuentran ridículamente fácil; sin embargo, Sedgewick no puede responderla. Deepak responde correctamente y una vez más gana. Posteriormente, Sedgewick anuncia de manera oficial que se postula como senador de los Estados Unidos. Mientras los hombres aplauden, Hundert está horrorizado de que haya sido utilizado para la fanfarria política de su exalumno.
Poco después del anuncio, Hundert y Sedgewick se encuentran en el baño de hombres, donde Hundert se enfrenta a Sedgewick. Sedgewick le dice a Hundert que el mundo real está lleno de deshonestidad y que Hundert ha dejado pasar la vida. Uno de los hijos pequeños de Sedgewick escucha la conversación y queda atónito por cuanto dice su padre. Esa noche, en el bar del hotel, Hundert se disculpa con Martin y admite que le dio su lugar a Sedgewick en la competencia hace años. Martin lo perdona, pero su lenguaje corporal hace que sus sentimientos hacia Hundert sean ambiguos. A la mañana siguiente, el complejo aparentemente está vacío; sin embargo, Hundert luego es recibido por una fiesta sorpresa, organizada en su honor por sus antiguos alumnos, quienes presentan un premio grabado con una cita sobre educación. Los muchachos se despiden cuando parte el helicóptero que transporta a Hundert, y él reflexiona que si bien fracasó con Sedgewick, tuvo éxito con otros.
Hundert regresa a su antiguo trabajo enseñando clásicos en el actual Saint Benedict, que ahora es mixto y más diverso. Mientras comienza la primera clase del curso, un niño entra en la clase: el hijo de Martin Blythe, cuyo nombre también es Martin Blythe (IV). Hundert mira por la ventana para ver a Blythe saludando alegremente a su antiguo maestro. Hundert hace que el joven Blythe lea la placa sobre la puerta, como hiciera su padre al comienzo de la película.

## Elenco
- Kevin Kline como William Hundert
- Emile Hirsch como Sedgewick Bell
  - Joel Gretsch como Sedgewick adulto

- Embeth Davidtz como Elizabeth

- Rob Morrow como James Ellerby
- Edward Herrmann como Headmaster Woodbridge
- Harris Yulin como el senador Hiram Bell
- Paul Dano como Martin Blythe
  - Steven Culp com Martin adulto
- Jesse Eisenberg como Louis Masoudi
  - Patrick Dempsey como Louis adulto
- Rishi Mehta como Deepak Mehta
  - Rahul Khanna como Deepak adulto
- Caitlin O'Heaney como Mrs. Woodbridge
- Gabriel Millman como Robert Brewster
- Tim Realbuto como Jackson Pheiffer
- Chris Morales como Eugene Field
- Luca Bigini como Copeland Gray
- Michael Coppola como Russell Hall
- Sean Fredricks como Mr. Harris
- Katherine O'Sullivan como The Nun
- Jimmy Walsh como Robert Bell
- Nick Hagelin como Martin Blythe IV

## Recepción
La película fue nominada en los 24th Young Artist Awardsen 2003 a la Mejor Película Familiar - Drama, y Emile Hirsch a la Mejor Actuación en una Película - Actor Joven de Reparto.
La película recibió críticas mixtas de los críticos. Para noviembre de 2022, la película tenía un índice de aprobación del 50 % en el agregador de reseñas Rotten Tomatoes, basado en 128 reseñas con una calificación promedio de 5.80/10. El consenso de los críticos del sitio web dice: «Aunque Kline es excelente en su interpretación de Hundert, la película es demasiado aburrida y sentimental para distinguirse de otros títulos de su género». En Metacritic, la película obtuvo una puntuación media de 49 sobre 100, según 32 reseñas. En Filmaffinity, sin embargo, la película ascendía a un 62%. 
Roger Ebert le dio a la película tres estrellas y elogió la complejidad del personaje defectuoso de Hundert, y señaló que, como «un retrato de la escalera mecánica que acelera a los hijos de los ricos hacia el poder, es inusualmente realista», pero el crítico del The New York Times Anthony Oliver Scott quedó menos impresionado y sugirió que Hundert «es menos una persona que un problema moral ambulante y, de hecho, es más interesante como un rompecabezas ético que como un estudio psicológico». Margaret Pomeranz escribe: «No es un gran esfuerzo, pero tampoco un completo desastre».